# Lepidium strongylophyllum
Lepidium strongylophyllum är en korsblommig växtart som beskrevs av Ferdinand von Mueller. Lepidium strongylophyllum ingår i släktet krassingar, och familjen korsblommiga växter. Inga underarter finns listade i Catalogue of Life.